# 自由式小轮车

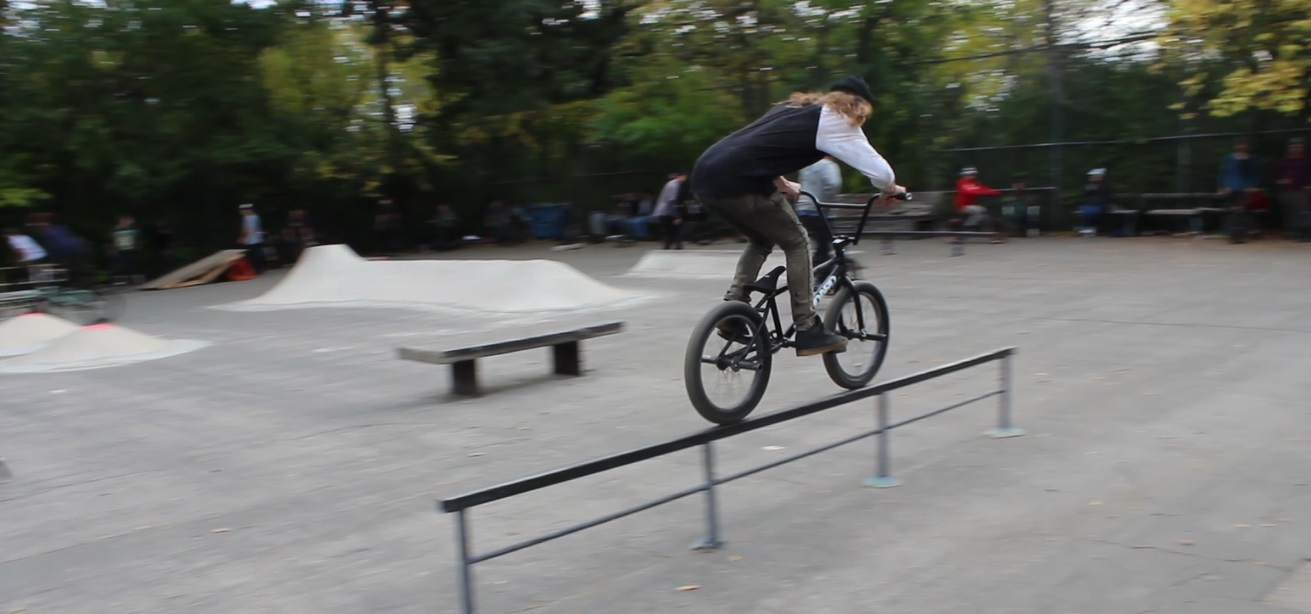
自由式小轮车

自由式小轮车是一種與小轮车有關的特技表演比賽以及極限運動。 2017年6月，国际奥林匹克委员会宣布自由式小轮车成為2020年夏季奥林匹克运动会奥运项目。 